# کلاته جعفرآباد
کلاته جعفرآباد یک روستا در ایران است که در دهستان تیتکانلو واقع شده‌است. کلاته جعفرآباد ۳۳۷ نفر جمعیت دارد.